# Oniromanzia
L'oniromanzia (o.ni.ro.man.ˈʦi.a) od oneiromanzia è l'arte divinatoria basata sull'interpretazione dei sogni. Il nome è composto dal prefissoide "oniro-" (dal greco ὄναρ, ònar, ὀνείρατος, óneiratos, "sogno") e dal suffissoide "-manzia" (dal greco μαντεία, mantéia, "arte divinatoria").

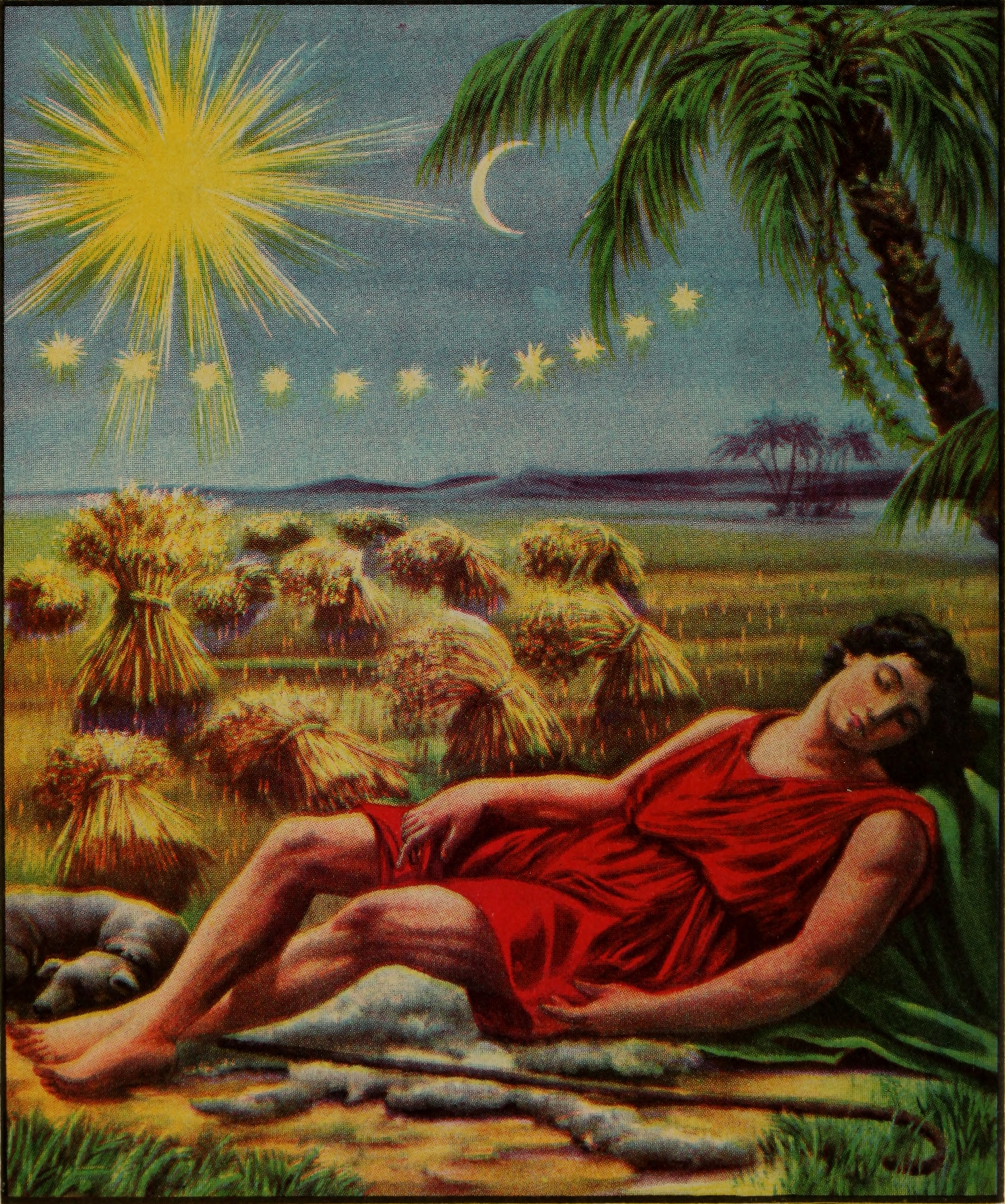
Il sogno di Giuseppe, in cui lui e i suoi fratelli trasportavano balle di fieno, e quelle di quest'ultimi si prostrarono dinnanzi alla sua che si ergeva al centro. Anche il Sole, la Luna e undici stelle gli resero omaggio.

L'oniromanzia è una pratica principalmente religiosa il cui responso ricade spesso nella sfera spirituale e non va confusa con l'onirologia, lo studio psicologico dei sogni; ha qualche attinenza con la smorfia o libro dei sogni, una pratica legata alla superstizione che pretende di ricavare numeri da giocare al lotto partendo dai simboli sognati.

## Storia
Si tratta di un'arte divinatoria diffusissima, presente in ogni epoca e cultura. In era pre-cristiana il sogno era legato a una visione del mondo magico-politeista che lo metteva allo stesso livello di altre ingerenze divine. Con il cristianesimo prende piede l'idea che il sogno possa essere veriterio o menzognero, mandato da Dio o dal Diavolo. Fino al processo di desacralizzazione del sogno, cominciato nel mondo occidentale con le riflessioni di Cartesio, quando si è cominciato a vedere la visione onirica come illusoria (con il conseguente aumento di verità della veglia), il sogno ha sempre avuto valore di presagio, con un ventaglio di interpretazioni che vanno dalla morbosità allucinatoria alla rivelazione divina del futuro.
Figure di oniromanti nella mitologia classica sono quelle di Euridamante, Merope e suo nipote Esaco. Omero e Virgilio parlano di due porte da cui escono i sogni, una di corno e una di avorio, ovvero foriere di presagi buoni o cattivi, di futuro lieto o rovinoso. 
Nell'Antico Testamento esistono interpreti della volontà divina (Giuseppe, Gedeone, Samuele ecc.) che hanno capacità di leggere i segni del suo volere anche attraverso i sogni, ma devono esserne ispirati gli stessi interpreti. Il sogno è insomma un veicolo di valori, una matrice di sistemi mitici, come pure di modelli artistici. È "significativo che nelle culture tradizionali ed arcaiche, anche ove il sogno non sia in sé guardato come speciale dono spirituale, lo è invece la sua interpretazione", il fatto che il sogno sia portatore di destino individuale.
Si svolge dunque tutta una storia degli interpreti dei sogni, dagli sciamani alle streghe, dai predicatori di sventura agli incantatori di ogni sorta che hanno fatto del sogno il territorio di confine con il mondo altro, accusando o giustificando azioni fatte in stato di sogno o semi-veglia e possessione.
D'altra parte intere nazioni e religioni sono state fondate a seguito di sogni-visioni (Mosè, Gesù e Maometto, ma anche Alessandro Magno, Giovanna d'Arco, Napoleone Bonaparte e Adolf Hitler hanno rivelazioni in sogno) e diversi mistici hanno o riferiscono apparizioni che somigliano a sogni. La storia del sogno divinatorio si incrocia dunque con la storia dei miracoli, di eventi e fenomeni pubblici legati al loro racconto e alla repressione personale o altrui del racconto stesso.

## Tecniche
Nella forma più semplice il consultante, a titolo personale, si rivolge all'interprete (generalmente una figura istituzionalizzata, per esempio lo sciamano) allo scopo di farsi rivelare eventuali messaggi nascosti in un sogno che il consultante stesso ha fatto. L'interprete analizza il contenuto simbolico del sogno e ne svela il messaggio sulla base delle proprie conoscenze ed esperienze, che generalmente sono rivelazioni soprannaturali tramandate in modo tradizionale oppure facenti parte della conoscenza esoterica del gruppo sociale a cui l'interprete appartiene, per esempio la casta sacerdotale.
Nelle forme più complesse e istituzionalizzate l'interprete analizza anche le circostanze in cui si è verificato il sogno, per esempio il luogo, la data, l'ora, in quanto solamente alcuni tempi, luoghi eccetera sono considerati portatori di presagi in sogno, mentre altre condizioni non sono considerate favorevoli e semplicemente l'interprete in questi casi non dà alcuna interpretazione, in quanto il sogno è considerato normale.
Presso alcune culture è presente anche il rito dell'incubazione, ossia la pratica di dormire in un luogo sacro, che può avere due valenze diverse: presso alcune culture è il consultante che dorme nel luogo sacro e racconta all'interprete, generalmente un sacerdote, il sogno che ha avuto per farselo interpretare; presso altre culture è il sacerdote stesso che si reca nel luogo sacro e sogna, consegnando poi l'interpretazione del sogno al consultante.

## Teorie
Una teoria riguardante l'oniromanzia fu quella formulata da Cagliostro, secondo cui la veridicità dei sogni era legata alla fase lunare in cui si verificavano. Il computo andava fatto a partire dal giorno di novilunio ed era il seguente:
- Sogno nel giorno di novilunio: sogno fortunato
- Sogno nel secondo giorno dopo il novilunio: sogno falso che si ripeterà
- Sogno nel terzo giorno: sogno che si avvererà
- Sogno nel quarto giorno: sogno fortunato
- Sogno nel quinto giorno: sogno neutrale
- Sogno nel sesto giorno: sogno da decifrare
- Sogno nel settimo giorno: sogno a cui prestare attenzione
- Sogno nell'ottavo giorno: sogno che preannuncia fatiche
- Sogno nel nono giorno: sogno che potrebbe realizzarsi il giorno successivo
- Sogno nel decimo giorno: sogno che potrebbe realizzarsi a poche ore di distanza
- Sogno nell'undicesimo giorno: sogno che potrebbe realizzarsi entro una settimana
- Sogno nel dodicesimo giorno: sogno che preannuncia disgrazie o falsità
- Sogno nel tredicesimo giorno: sogno veritiero
- Sogno nel quattordicesimo giorno: sogno che potrebbe realizzarsi entro un mese
- Sogno nel quindicesimo e sedicesimo giorno: sogni che potrebbero richiedere molto tempo per realizzarsi
- Sogno nel diciassettesimo giorno: sogno di cui non far parola con nessuno per tre giorni
- Sogno nel diciottesimo giorno: sogno che avvisa il sognatore
- Sogno nel diciannovesimo giorno: sogno molto fortunato
- Sogno nel ventesimo giorno: sogno che avrà un significato tra una settimana
- Sogno nel ventunesimo giorno: sogno che richiede cautela
- Sogno nel ventiduesimo giorno: sogno che riguarda la salute
- Sogno nel ventitreesimo giorno: sogno che potrebbe realizzarsi entro una settimana
- Sogno nel ventiquattresimo giorno: sogno molto fortunato
- Sogno nel venticinquesimo giorno: sogno che si potrebbe realizzare entro dieci giorni
- Sogno nel ventiseiesimo giorno: sogno utile per il sognatore, da tenere a mente
- Sogno nel ventisettesimo giorno: sogno molto fortunato
- Sogno nel ventottesimo giorno: sogno veritiero
- Sogno nel ventinovesimo giorno: sogno che preannuncia un successo
- Sogno nel giorno di plenilunio: sogno nefasto

## Opere sui sogni
- Iškar Zaqīqu, Libro dei sogni, XVIII-XI sec. a.C.
- Artemidoro di Daldi, Ὀνειροκριτικά (II-I sec. a.C.); trad. a cura di Dario Del Corno, Il libro dei sogni, Milano: Adelphi, 2002
- Galeno, La diagnosi per mezzo dei sogni (I sec.), a cura di Giulio Guidorizzi, in "Bollettino del Comitato per l'edizione dei classici greci e latini", n.s., 21, 1973
- Muḥammad ibn Sīrīn, Tafsīr al-aḥlām al-kabīr (850 ca.), trad. di Ida Zilio Grandi, Il libro del sogno veritiero, Torino: Einaudi, 1992
- Hunayn ibn Ishaq, Il libro dei sogni (IX sec.)
- Boezio di Dacia, De somniis, 1270; trad. di Massimo Sannelli, Sui sogni, Genova: Il melangolo, 1997
- Alberto Magno, De somno et vigilia (XIII sec.)
- Guglielmo d'Aragona, De pronosticatione sompniorum (XIV sec.)
- Sigmund Freud, Die Traumdeutung (1900), trad. di Elvio Fachinelli, L'interpretazione dei sogni, Torino: Bollati Boringhieri, 1985
- Ludwig Binswanger, Sogno ed esistenza (1930), introduzione di Michel Foucault[9], Milano: SE, 1993
- Gaston Bachelard, L'Eau et les rêves (1942), trad. di Marta Cohen Hemsi, Psicanalisi delle acque: purificazione, morte e rinascita, Como: Red, 1987
- Albert Béguin, L'anima romantica e il sogno. Saggio sul romanticismo tedesco e la poesia francese (1946), trad. di Ulrico Pannuti, Milano: Il Saggiatore, 1967
- Carl Gustav Jung, La psicologia del sogno (1916-48), trad. di Silvano Daniele, Torino: Boringhieri, 1980
- Adolf Leo Oppenheim, The Interpretation of Dreams in the Ancient Near East. With a translation of an Assyryan Dream-Book, Philadelphia: The American Philosophical Society, 1956
- Roger Caillois, L'incertude qui vient des rêves (1956), trad. it. di Vittoria De Fazio, L'incertezza dei sogni, Milano: Feltrinelli, 1983
- La forza del sogno: il sogno nella letteratura di tutti i tempi, a cura di Roger Caillois, Parma: Guanda, 1963
- Gustave Edmund von Grunebaum e Roger Caillois (a cura di), The Dream and Human Societies, Berkeley-Los Angeles: University of California Press, 1966
- Norman MacKenzie, Dreams and Dreaming (1966); trad. di Vittorio Di Giuro, Milano: Rizzoli, 1967
- Géza Róheim, Le porte del sogno (1969), introduzione di Glauco Carloni, trad. di M. Novelletto Cerletti, Rimini: Guaraldi, 1973
- Gaston Bachelard, Le droit de rêver (1970), trad. di Marina Bianchi, Il diritto di sognare, Bari: Dedalo, 1974
- Charles Maillant, Il codice dei sogni (1971), Milano: Mondadori, 1973
- Jorge Luis Borges, Libro de sueños (1976), trad. di Tilde Riva, Parma: FM Ricci, 1985; Milano: Mondadori, 1992
- James Hillman, Il sogno e il mondo infero (1979), trad. Paola Donfrancesco, Milano: Il Saggiatore, 1988
- I linguaggi del sogno, a cura di Vittore Branca, Carlo Ossola e Salomon Resnik, Firenze: Sansoni, 1984
- María Zambrano, El sueño creador, 1986; trad. Vittoria Martinetto, Il sogno creatore, Milano: Bruno Mondadori, 2002
- Marco Hagge, Il sogno e la scrittura. Saggio di onirologia letteraria, Firenze: Sansoni, 1986
- Caterina Kolosimo, Alfabeto dei sogni, Milano, Mondadori, 1986
- Giulio Guidorizzi, Il sogno in Grecia, Roma-Bari: Laterza, 1988
- Guido Almansi e Claude Béguin, Teatro del sonno. Antologia dei sogni letterari, Milano: Garzanti, 1988
- Caterina Kolosimo, Il libro dei sogni. Oltre 5000 voci per interpretare i sogni, Milano, Sonzogno, 1990 (a cura di Claudia Azzola)
- Caterina Kolosimo, I mille perché dei sogni d'amore, Milano, Sonzogno, 1993
- Claudio Saporetti, Come sognavano gli antichi. Sogni della Mesopotamia e dei popoli vicini, Milano: Rusconi, 1996
- Caterina Kolosimo, Il nuovissimo libro dei sogni, Milano, Fabbri, 2000
- Luigi Malerba, La composizione del sogno, Torino: Einaudi, 2002
- Edda Bresciani, La porta dei sogni. Interpreti e sognatori nell'antico Egitto, Torino: Einaudi, 2005
- Giulio Guidorizzi, Il compagno dell'anima. I greci e il sogno, Milano: Raffaello Cortina: 2013
- William W. Harris, Due son le porte dei sogni. L'esperienza onirica nel mondo antico, Roma-Bari: Laterza, 2013